# Ennsdorf
Ennsdorf  är en ort och kommun  i Österrike. Den ligger i distriktet Amstetten i förbundslandet Niederösterreich, 140 km väster om huvudstaden Wien.